# Abbaye de Clairfay
L'abbaye de Clairfay est une abbaye de chanoines réguliers de l’ordre des Augustins fondée au XIIe siècle sur le territoire de l'actuelle commune de Varennes-en-Croix en Picardie, dans le  département de la Somme. Rattachée à la Congrégation d'Arrouaise, elle cessa d'exister en 1742.

## Historique

### Fondation
Entre les villages de Varennes-en-Croix et de Léalvillers, non loin d’Acheux-en-Amiénois, fut fondée au XIIe siècle, l’abbaye de Clairfay, un monastère de chanoines réguliers, douzième maison de la Congrégation d'Arrouaise de l’ordre de Saint-Augustin, par Hugues III de Campdavaine († 1141), comte de Saint-Pol en réparation de ses crimes, à savoir, la destruction de l’abbaye de Saint-Riquier. Il fut d'abord excommunié puis condamné par une commission d’évêques à fonder trois abbayes, dont Clairfay construite vers 1138-1140 qui prit le nom de la bienheureuse Marie de Clairfay. Le bâtiment principal fut terminé l’année de sa fondation.
En 1173, l’abbé Heinfroy obtint d’Anselme de Campdavaine, fils de Hugues III, comte de Saint-Pol, la confirmation des donations constitutives de la fondation de l’abbaye, ainsi que l’octroi de la haute et basse justice de toute la seigneurie soit 196 personnes.

### Rivalité entre l'abbaye de Clairfay et l'abbaye de Corbie
L'abbaye de Clairfay fut bâtie grâce aux concessions des dîmes de Forceville, fief de l’abbaye de Corbie, ce qui entraîna une rivalité et des procès entre les deux abbayes. Ainsi l’abbé de Corbie demanda en 1172 la démolition de l’église en construction de Clairfay.
Deux cures régulières dépendaient de l’abbaye de Clairfay, Saint-Pierre de Léalvillers et son annexe de Notre-Dame de Varennes et ses dépendances Clairfay, Hyerville, Franc-Mailly, et Saint-Vaast de Forceville.

### L'abbaye de Clairfay dévastée par Charles le Téméraire
Louis XI ayant refusé de ratifier le traité du Crotoy du 3 octobre 1471 par lequel Charles le Téméraire entrait en possession d’Amiens, de Saint-Quentin et de la prévôté du Vimeu, la colère du duc de Bourgogne fut telle qu'un grand nombre de bourgs et de villages de Picardie furent brûlés et les bâtiments de l’abbaye de Clairfay furent entièrement détruits en 1472. Ils furent relevés quelques années plus tard, lorsque la fin de la guerre eut rétabli le calme dans la région.

### L'abbaye détruite pendant la guerre de Trente Ans
En 1635, la France entra en conflit avec l’Espagne lors de la guerre de Trente Ans (1618-1648), les troupes espagnoles, composées de 40 000 Allemands, Hongrois et Croates, commandés par Jean de Werth et Piccolomini, déferlèrent de l’Artois et du Hainaut sur le nord de la Picardie. Une division sous les ordres des comtes de Balencourt et Bienvillers porta la dévastation dans tous les villages à plusieurs lieues à la ronde, elle parvint à s’introduire à Clairfay, pilla l’abbaye, maltraita les religieux qui furent emmenés prisonniers, elle s’empara des chevaux et autres bestiaux qui se trouvaient dans le monastère. Toutefois les Croates ne restèrent pas dans ce poste et pénétrèrent plus avant dans la Picardie. Antoine Lhoste, abbé de Clairfay, se pourvut auprès du comte de Rambures d’une garnison pour se défendre contre d’autres attaques ennemies. L’abbaye de Clairfay devint une place forte, sa garnison fit pendant un an de nombreuses sorties forts nuisibles aux ennemis et à leurs communications.
En 1637, une armée de 3 000 hommes, composée d’infanterie, cavalerie et artillerie entreprit le siège de l’abbaye, qui finit par ouvrir ses portes après quelques volées de canon, le dernier jour des fêtes de Pâques 1637.
Les Espagnols détruisent alors l’abbaye : ils mirent le feu aux bâtiments et firent sauter l’enceinte avec des barils de poudre.
Après la destruction de l’abbaye les religieux se dispersèrent dans les maisons de la congrégation d’Arrouaise, Robert Thierry dernier religieux de l’abbaye mourut le 7 octobre 1683 dans une maison étrangère, les cures de Forceville et Léalvillers revinrent alors à des prêtres séculiers envoyés par l’évêque d’Amiens.

### L'abbaye mise en commende
À la suite du concordat de Bologne passé en 1516 entre le roi de France François Ier et le pape Léon X, l’élection des évêques et des abbés fut supprimée, le choix appartint désormais au roi, le pape conférant l’investiture canonique. Ainsi Philippe de Violle (+ 1605) fut-il le premier abbé commendataire de l’abbaye.
L’abbé Cottin, commendataire de Clairfay, passa une première transaction avec les deux religieux le 7 décembre 1694, selon laquelle il abandonnait 400 livres à deux religieux d’Arrouaise qui furent appelés religieux de Clairfay. Puis le 23 octobre 1695, l’abbé commendataire abandonna les trois menses qui composaient le principal de ses revenus contre une rente annuelle de 2 000 livres quittes et libres de toute charge, il fut également convenu que les religieux placés à Clairfay seraient révocables à volonté de l’abbé d’Arrouaise et de l’évêque d’Amiens. Les cures de Forceville et Léalvillers furent confiées un peu plus tard aux religieux obédenciers de Clairfay. À partir de 1697 le prieur claustral de Clairfay s’intitula « curé de Léalvillers, Varennes, Franc-Mailly et Hierville », mais il avait un vicaire commis aux fonctions curiales. En 1701, l’abbé Cottin mourut, il fut remplacé par l’abbé Fauvel qui passa un bail à vie avec les religieux pour une pension de 1 600 livres.
En 1708, Benard d’Ablain fut nommé prieur de l’abbaye, il entreprit alors la reconstruction des lieux claustraux et de l’église dont le fronton porte la date 1720.
Le 7 février 1730, Bernard d’Ablain mourut à 64 ans à Léalvillers, l’abbé d’Arrouaise Philippe Lescourcheur le remplaça par Jérôme Lemaire. Barthélémy Frion, sous-prieur de l’abbaye de Clairfay, déçu par la décision de l’abbé d’Arrouaise, alla se plaindre à Pierre Sabatier, évêque d’Amiens. S’ensuivit alors un procès d’influence pour la nomination du prieur de Clairfay.
La congrégation d’Arrouaise garda ses prérogatives sur Clairfay, mais Barthélémy Frion fut tout de même nommé prieur claustral de l’abbaye le 27 février 1732.

### Disparition de l'abbaye de Clairfay
À la mort de Barthélémy Frion, le 8 novembre 1742, l’abbé d’Arrouaise Philippe Lescourcheur rappela le seul religieux qui demeurait encore à Clairfay, il renonça à tous ses droits sur cette maison et la cure devint séculière.
À la Révolution française l’abbaye de Clairfay devint un bien national, elle fut alors vendue à Abraham Fatton et Jacques Théodore Berly qui projetèrent d’y installer une filature. Les objets de culte en métal, cuivres, argenterie et la cloche de l’église furent envoyés à l’hôtel des monnaies de Lille pour y être fondus.

## L'abbaye aujourd’hui
Il reste encore des vestiges de l’entrée principale et un grand corps de logis rectangulaire, en pierre blanche, à un étage. Toutes les divisions intérieures ont disparu et la construction sert de grange. L’église qui existait encore en 1850 est aujourd’hui détruite, ainsi que le cloître.